# The Blue Cafe
The Blue Cafe är ett album från 1998 av Chris Rea.

## Låtlista
1. "Square Peg, Round Hole" - 3:58
2. "Miss Your Kiss" - 4:05
3. "Shadows of the Big Man" - 4:49
4. "Where Do We Go from Here?" - 4:32
5. "Since I Found You" - 4:37
6. "Thinking of You" - 3:31
7. "As Long as I Have Your Love" - 4:44
8. "Anyone Quite Like You" - 4:49
9. "Sweet Summer Day" - 4:45
10. "Stick by You" - 4:05
11. "I'm Still Holding On" - 4:55
12. "The Blue Cafe" - 4:49